# 子人九
子人九（？—？），姬姓，子人氏，名九，是郑庄公之子子人的后裔，郑国卿大夫。
前633年城濮之战后，原本派兵为楚国助战的郑文公因为楚军的失败而害怕，派子人九和晋国讲和，栾枝进入郑国和郑文公订立盟约。五月初九，晋文公和郑文公在衡雍结盟。